# 塚本孝
塚本 孝（つかもと たかし、1952年 - ）は法学者で、東海大学法学部教授。国際法学会会員。
国際法および竹島問題に詳しい。

## 人物・来歴
京都府京都市生まれ。早稲田大学法学部を卒業。国立国会図書館に入り、調査及び立法考査局で外交防衛課長等を経て、2002年より参事となり、総務部総務課長に就任。2005年1月1日より総務部副部長に就任。
2007年4月1日より司書となり、資料提供部長に就任。2010年4月1日より専門調査員となり、調査及び立法考査局長に就任。
2012年より東海大学法学部教授に就任。

## 著作物
- 塚本孝 (7 1979). “ドイツ民主共和国の漁業水域における漁獲に関する法律1978年10月13日(立法紹介 東ドイツ)”. 外国の立法 : 立法情報・翻訳・解説 (東京都千代田区: 国立国会図書館調査及び立法考査局) 18 (4):  162-166. ISSN 0433096X.
- 塚本孝 (6 1983). “サンフランシスコ条約と竹島--米外交文書集より(資料)”. レファレンス (東京都千代田区: 国立国会図書館調査及び立法考査局) 33 (6):  51-63. ISSN 00342912.
- 塚本孝 (4 1985). “竹島関係旧鳥取藩文書および絵図-上-(資料)”. レファレンス (東京都千代田区: 国立国会図書館調査及び立法考査局) 35 (4):  75-90. ISSN 00342912.
- 塚本孝 (5 1985). “竹島関係旧鳥取藩文書および絵図-下-(資料)”. レファレンス (東京都千代田区: 国立国会図書館調査及び立法考査局) 35 (5):  95-105. ISSN 00342912.
- 塚本孝 (3 1991). “米国務省の対日平和条約草案と北方領土”. レファレンス (東京都千代田区: 国立国会図書館調査及び立法考査局) 41 (3):  113-120. ISSN 00342912.
- 塚本孝 (3 1992). “韓国の対日平和条約署名問題--日朝交渉,戦後補償問題に関連して”. レファレンス (東京都千代田区: 国立国会図書館調査及び立法考査局) 42 (3):  95-100. ISSN 00342912.
- 塚本孝 (1 1993). “日本と領土問題--北方領土問題の国際司法裁判所への付託-上-”. レファレンス (東京都千代田区: 国立国会図書館調査及び立法考査局) 43 (1):  49-81. ISSN 00342912.
- 塚本孝 (2 1993). “日本と領土問題--北方領土問題の国際司法裁判所への付託-下-”. レファレンス (東京都千代田区: 国立国会図書館調査及び立法考査局) 43 (2):  47-66. ISSN 00342912.
- 塚本孝 (5 1996). “解題”. 外国の立法 : 立法情報・翻訳・解説 (東京都千代田区: 国立国会図書館調査及び立法考査局) 34 (3, 4):  1-7. ISSN 0433096X.
- 塚本孝 (2 2000). “スプラトリー(南沙)をめぐる米国務省の文書”. レファレンス (東京都千代田区: 国立国会図書館調査及び立法考査局) 50 (2):  105-114. ISSN 00342912.
- 塚本孝 (4 2001). “コソヴォ紛争(緒言)”. レファレンス (東京都千代田区: 国立国会図書館調査及び立法考査局) 51 (4):  75-81. ISSN 00342912.
- 塚本孝 (6 2002). “竹島領有権をめぐる日韓両国政府の見解(資料)”. レファレンス (東京都千代田区: 国立国会図書館調査及び立法考査局) 52 (6):  49-70. ISSN 00342912.
- 塚本孝 (12 2002). “国立国会図書館--変わらぬ使命,新しいサービス--国際子ども図書館関西館の開館にあたって”. 出版ニュース (東京都千代田区: 出版ニュース社) (1957):  10-12. ISSN 03862003.
- 塚本孝 (5 2006). “冷戦終焉後の北方領土問題”. 国際法外交雑誌 (東京都文京区: 国際法学会) 105 (1):  71-98. ISSN 00232866.
- 塚本孝 (3 2011). “韓国の保護・併合と日韓の領土認識--竹島をめぐって”. 東アジア近代史 (東京都千代田区: ゆまに書房) (14):  52-67.